# Jardín Botánico de Hanói

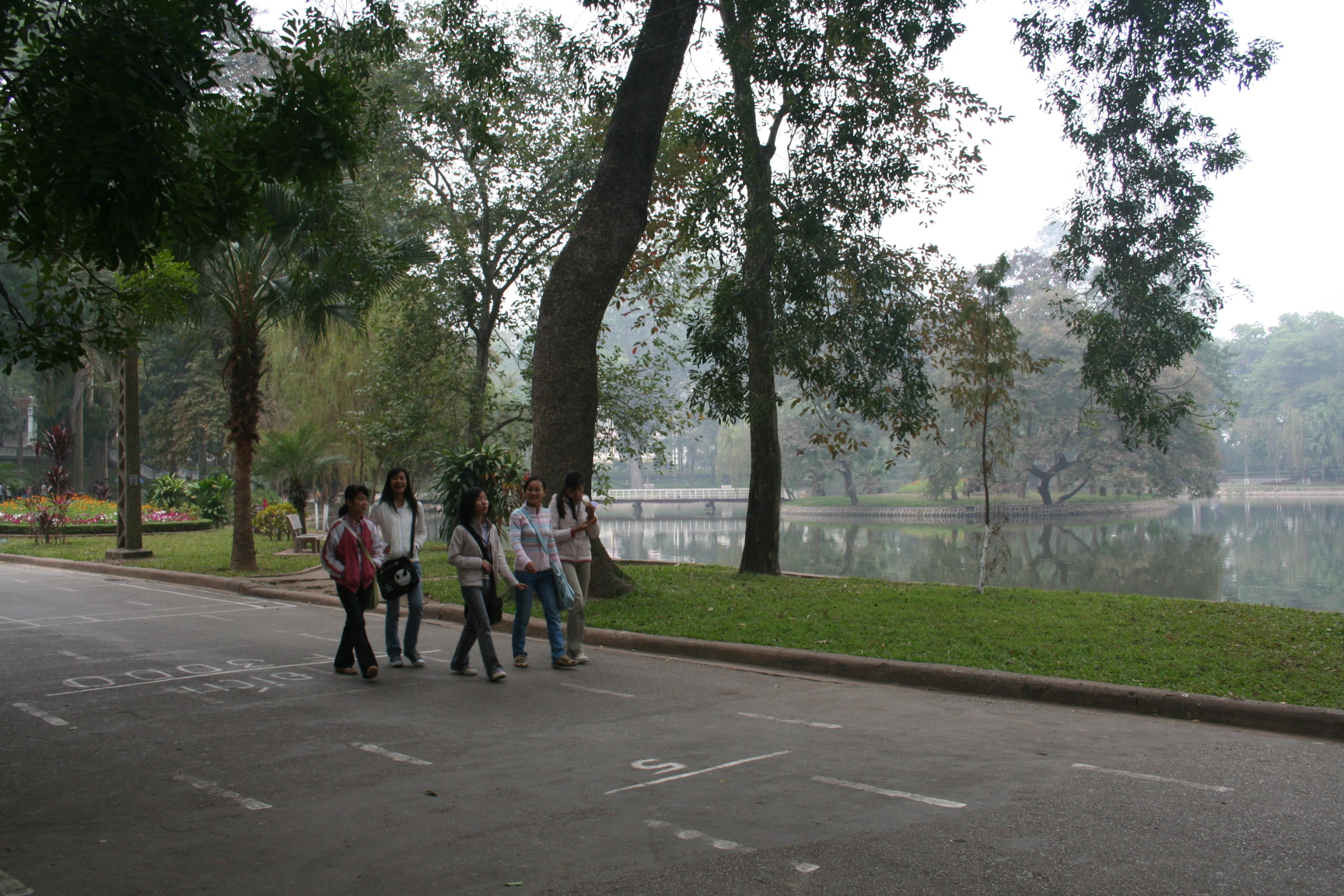
Jardín Botánico de Hanói.

El Jardín Botánico de Hanói (en vietnamita : Vườn bách thảo Hà Nội) es un jardín botánico de más de 10 hectáreas de extensión, que se encuentra en Hanói, Vietnam. Su código de identificación internacional es HANOI.

## Localización
Se encuentra en la parte noroeste de la capital de Hanói es un lugar que se ha considerado como foco cultural del país durante miles de años. Con vistas del « lago Tay Ho » y las montañas del « Tan Vien » en el horizonte que aumentan su encanto. Se encuentra próximo el « palacio Tay Ho ». En el área hay un pequeño lago que fue construido por los colonos franceses, como aliciente para la zona verde comunal que diseñaron junto a sus viviendas.
Jardín Botánico de Hanói, c/o Hanoi Environment Committee, 67 Ba Trieu Street, Hanói, Vietnam.
- Teléfono: 84 4 253 901/266 672

## Historia
Los diseñadores del jardín hicieron una pequeña colina con espacio despejados con hierba y senderos tortuosos bajo la sombra de una vegetación lujuriante, y la nombraron como « montaña Nung ». El jardín botánico con el paso del tiempo se ha convertido en la joya más preciada de la capital Hanói.
En el momento de la construcción del jardín botánico, en 1890, tenía una extensión de 33 hectáreas, que servía de zona verde de expansión para las viviendas de los colonos franceses. Al lado de las plantas locales, los científicos también recogieron y cultivaron numerosas plantas nativas procedentes del norte al sur de Vietnam, y de otras áreas del mundo. Para tener escenas más atractivas, a lo largo de los senderos, situaron jaulas para pájaros. Por lo tanto, el jardín botánico además se constituyó como un zoológico.
Después de muchos cambios, actualmente el "jardín botánico" se dedica exclusivamente a la exhibición de plantas y los pájaros y otros animales fueron trasladados al « Jardín de Plantas y Animales de Saigón » y al « Jardín de Animales Thu Le » de Hanói. La « montaña de Nung » todavía se refleja en el verde « Lago Vi Danh ». Las plantas de madera maduras dan sombras en los caminos. 
Para realzar la diversidad de las plantas tropicales del bosque, hay también un espacio abierto de pradera, jardín de estatuas, área de la colección de orquídeas, islotes de relajación y senderos de paseo. 
El jardín botánico está rodeado por otras áreas naturales, tales como el lago Tây, y el lago Truc Bach en las zonas del norte y del nordeste, (zonas de aluvión del río), con « Ngoc Ha » la aldea de las flores a lo largo del río Hong en el oeste, y lugares históricos magníficos, tal como, la « plaza Ba Dinh » y el mausoleo a la memoria del presidente Hồ Chí Minh en el este y el sureste.

## Colecciones
En este jardín botánico de Hanói, hay muchas plantas de madera valiosa y raras que caracterizan el bosque tropical húmedo del sur del país. El número de especies de plantas es de ⅔ de plantas vietnamitas y ⅓ de plantas introducidas de otros continentes. 
Las especies de las plantas pertenecen tanto a las gimnosperma, como a las angiospermas. Está bien representada la familia Araceae, enormes Ficus con numerosas raíces adventicias, colección de la familia Orchidaceae, y variadas plantas ornamentales.
El jardín botánico alberga 61 especies de árboles nativos y además otras especies de árboles procedentes de Asia, Australia, África y América.